# 郝戎
郝戎（1971年8月—），男，中国戏剧教育家，现任中央戏剧学院党委副书记、院长，教授，博士生导师。